# Керема
Керема — місто та столиця провінції Галф, Папуа-Нова Гвінея. Воно розташоване на узбережжі затоки Папуа. Район затоки отримав свою назву завдяки своїй увігнутій береговій лінії з великими дельтами. Район затоки є прибережним регіоном, куди впадає багато річок з південних схилів високогір’я.

## Культура та традиції
У провінції Галф говорять більш ніж двадцятьма мовами. Мови, якими розмовляють в районі Керема, включають тоаріпі, какіае, опае, моїво-хіві та тайрума. У селах на схід від Кереми, від Хамухаму та Міару до Іокеї та всередині Мовеаве розмовляють на мові тоаріпі. Традиційна культура провінції Галф була одною з перших, які стали відкритими для зовнішнього світу. Таким чином, це була одна з перших культур, які зазнали змін, оскільки чужинці, переважно християнські місіонери, відвідували багатьох жителів узбережжя та спонукали їх відмовитися від більшої частини своєї рідної культури.

## Історія
Джеймс Чалмерс, або «Тамате», як його прозвали місцеві жителі тоаріпі, був першою білою людиною що ступила на цю землю. Він вперше висадився в Іокеї в 1885 році.

## Промисловість
Район затоки має низку природних ресурсів. Велика кількість морепродуктів, багаті джунглі, саго, горіх бетель (буай) та багато іншого. Каучукові плантації були створені в 1930-х роках, переважно австралійцями. В даний час розвідка нафти і газу демонструє позитивні результати, і в майбутньому це може стати основним джерелом прибутку для провінції. Газове родовище «Інтеройл» має величезні запаси. Основними галузями промисловості є рибальство, лісозаготівля та нафтопереробка, хоча основними товарними культурами для місцевого населення є бетель і саго. Мешканці затоки постачають 15% бетельного горіха та саго на ринки Порт-Морсбі.

## Клімат
Керема має тропічний клімат вологих лісів з сильними дощами впродовж усього року.
| Клімат Керема           | Клімат Керема | Клімат Керема | Клімат Керема | Клімат Керема | Клімат Керема | Клімат Керема | Клімат Керема | Клімат Керема | Клімат Керема | Клімат Керема | Клімат Керема | Клімат Керема | Клімат Керема |
| Показник                | Січ.          | Лют.          | Бер.          | Квіт.         | Трав.         | Черв.         | Лип.          | Серп.         | Вер.          | Жовт.         | Лист.         | Груд.         |               |
| Середній максимум, °C   | 31,6          | 31,5          | 31,3          | 30,9          | 30,1          | 29,0          | 28,2          | 28,3          | 29,0          | 29,9          | 31,0          | 31,5          |               |
| Середня температура, °C | 27,3          | 27,3          | 27,2          | 26,9          | 26,6          | 25,7          | 25,1          | 25,0          | 25,6          | 26,3          | 26,8          | 27,2          |               |
| Середній мінімум, °C    | 23,0          | 23,1          | 23,1          | 22,9          | 23,1          | 22,4          | 22,0          | 21,8          | 22,3          | 22,7          | 22,7          | 23,0          |               |
| ----------------------- | ------------- | ------------- | ------------- | ------------- | ------------- | ------------- | ------------- | ------------- | ------------- | ------------- | ------------- | ------------- | ------------- |
| Джерело:                |               |               |               |               |               |               |               |               |               |               |               |               |               |